# Ruwenzori-Sonnenhörnchen
Das Ruwenzori-Sonnenhörnchen (Heliosciurus ruwenzorii) ist eine Hörnchenart aus der Gattung der Sonnenhörnchen (Heliosciurus). Es kommt in den Bergregionen im Grenzgebiet der Demokratischen Republik Kongo zu den benachbarten Staaten Uganda, Ruanda und Burundi in Zentralafrika vor.

## Merkmale
Das Ruwenzori-Sonnenhörnchen ist ein mittelgroßes bis großes Hörnchen der Gattung und erreicht eine durchschnittliche Kopf-Rumpf-Länge von etwa 19,2 bis 24,2 Zentimetern, der Schwanz ist etwa 22 bis 26,7 Zentimeter lang und das Gewicht liegt bei etwa 250 bis 320 Gramm. Die Hinterfußlänge beträgt etwa 5,5 Millimeter, die Ohrlänge 15 bis 20 Millimeter. Das Rücken- und Flankenfell der Tiere ist mittelgrau, es ist dicht und dick ausgeprägt. Die Unterseite wird durch ein deutliches weißes Band geprägt, das sich vom Kinn über die Kehle und den Bauch bis zu den Genitalien zieht. Am Bauch ist es abhängig von der Unterart von einem cremeweißen bis olivfarbenen Bereich eingegrenzt. Der Kopf und die Außenseite der Beine sind grau. Der Schwanz ist mit etwa 110 % der Kopf-Rumpf-Länge vergleichsweise lang, er ist dünn und besitzt gut erkennbar abwechselnd graue und weiße Ringe.

## Verbreitung
Das Ruwenzori-Sonnenhörnchen kommt in den Bergregionen im Grenzgebiet der Demokratischen Republik Kongo zu den benachbarten Staaten Uganda, Ruanda und Burundi in Zentralafrika vor.

## Lebensweise

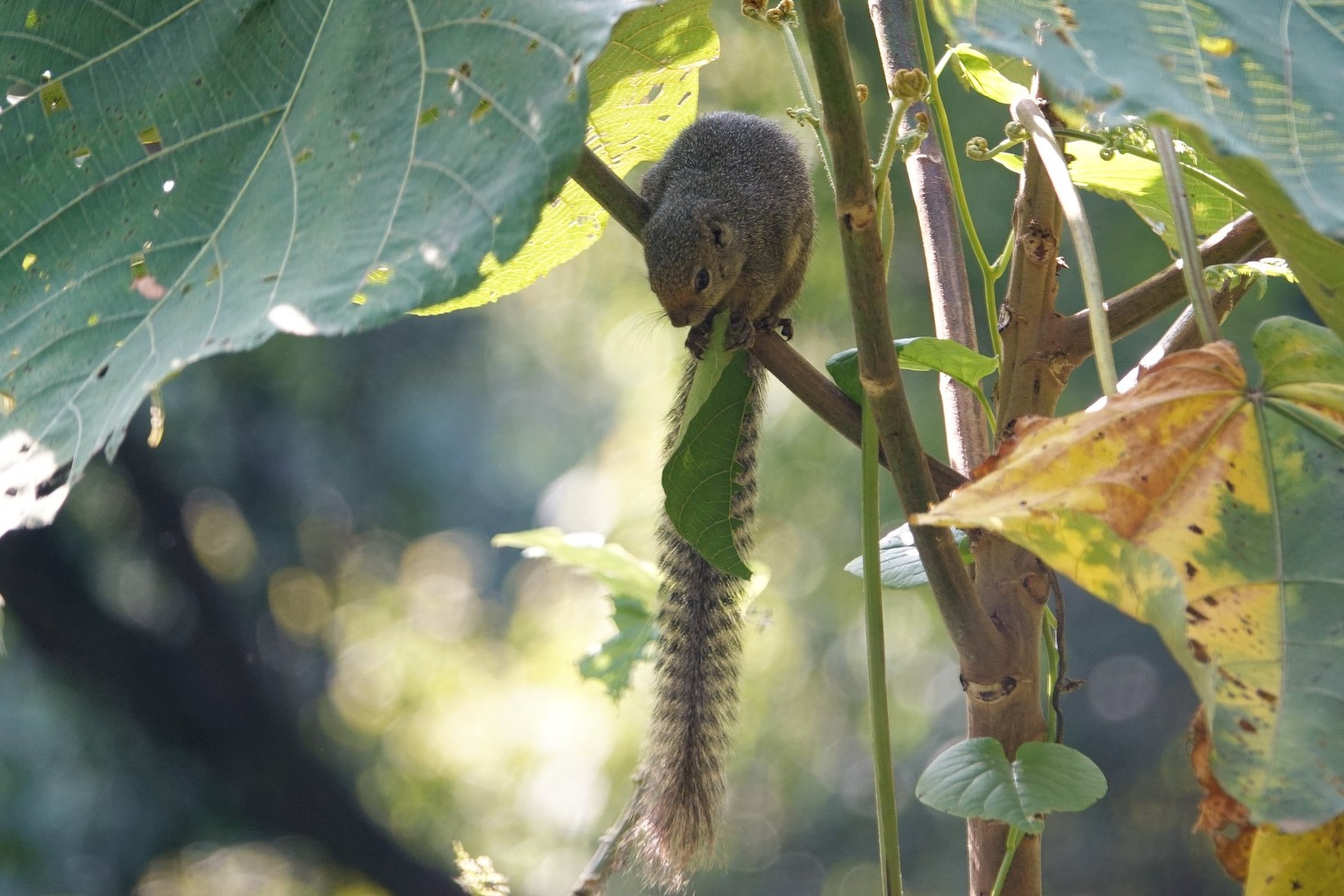
Ruwenzori-Sonnenhörnchen, das ein Blatt hält

Das Ruwenzori-Sonnenhörnchen lebt in den Berg- und Bambuswäldern im Hochland in Höhen von 1600 bis 2700 Metern, einige Unterarten kommen auch in tieferliegenden Waldbeständen, Galeriewäldern, an Waldrändern sowie in lichten Baumbeständen vor, Heliosciurus ruwenzorii ituriensis ist auch in gestörten Bereichen und Heliosciurus ruwenzorii vulcanius in Kulturflächen nachgewiesen. Die Tiere sind tagaktiv und vorwiegend baumlebend, wobei sie die unteren Vegetationsbereiche den Baumwipfeln vorziehen. Sie ernähren sich vorwiegend herbivor von verschiedenen Früchten, darunter denen von Parinari holstii, Syzygium cordatum, Conopharyngia holsteii, Urera hypselodendron und Carapa-Arten oder von Flechten der Gattung Usnea. Gelegentlich fressen sie auch Insekten. Im Umland von landwirtschaftlichen Flächen ernähren sie sich zudem von Feldfrüchten wie Guaven, Papayas, Bananen und Palmfrüchten. Nach Angaben von Einheimischen legen die Hörnchen Vorratslager an. Nester werden aus Blättern und Zweigen gebaut. Die Tiere leben in der Regel solitär oder in Paaren, die Kommunikation erfolgt über laute Rufe. Über die Fortpflanzung liegen nur sehr wenige Daten vor, ein trächtiges Weibchen mit drei weit entwickelten Jungtieren wurde im März gefangen.

## Systematik
Das Ruwenzori-Sonnenhörnchen wird als eigenständige Art innerhalb der Gattung der Sonnenhörnchen (Heliosciurus) eingeordnet, die aus sechs Arten besteht. Die wissenschaftliche Erstbeschreibung stammt von Harold Schwann aus dem Jahr 1904, der die Art als Sciurus rufobrachium ruwenzorii und damit als Unterart des Rotfüßigen Sonnenhörnchens (heute Heliosciurus rufobrachium) anhand von Individuen aus dem Ruwenzori-Gebirge im östlichen Kongo beschrieb.
Innerhalb der Art werden mit der Nominatform vier Unterarten unterschieden:
- Heliosciurus ruwenzorii ruwenzorii: Nominatform; im Ruwenzori-Gebirge im Westen von Uganda und dem Osten der Demokratischen Republik Kongo bis in Höhen von 2590 Metern.
- Heliosciurus ruwenzorii ituriensis: Im Osten der Demokratischen Republik Kongo westlich des Albertsees nahe Djalasinda und Djugu. Der Bauch ist dunkler als bei der Nominatform, das helle Band ist nicht ausgeprägt und der Kontrast zum Rückenfell entsprechend geringer. Der Schwanz ist dunkler, die Füße weniger braun.
- Heliosciurus ruwenzorii schoutedeni: Im Osten der Demokratischen Republik Kongo vom Westen des Eduardsees bis zum Westen des Kiwusees um Kahuzi-Biega, im Nordwesten von Ruanda im Vulkan-Nationalpark und im Südwesten von Uganda. Die Füße und die Schnauze sind braun, das Bauchfell ist beige beidseitig des weißen Bauchstreifens.
- Heliosciurus ruwenzorii vulcanius: Im Osten der Demokratischen Republik Kongo am Mount Kandashomwa um Itombwe, im Südwesten Ruandas um den Nyungwe-Wald und im Nordwesten von Burundi. Das Rückenfell ist rußig-braun, leicht gesprenkelt mit sandbraun. Das Bauchfell beiderseits des weißen Bandes ist ockerfarben, die Füße sind rötlich.

## Status, Bedrohung und Schutz
Das Ruwenzori-Sonnenhörnchen wird von der International Union for Conservation of Nature and Natural Resources (IUCN) als nicht gefährdet („least concern“) eingestuft. Begründet wird dies mit dem relativ großen Verbreitungsgebiet und den angenommen großen und stabilen Beständen. Es kommt zudem in zahlreichen geschützten Gebieten vor. Bestandsgefährdende Risiken sind nicht bekannt. Regional stellen die Umwandlung von Regenwäldern in landwirtschaftlich genutzte Flächen sowie die lokale Entwaldung zur Brennholzgewinnung sowie Brandrodungen und der Coltan-Abbau eine Gefahr für lokale Populationen dar.

## Belege
1. 1 2 3 4 5 6  J. Kerbis Peterhans, Richard W. Thorington: Heliosciurus ruwenzorii, Ruwenzori Sun Squirrel. In: Jonathan Kingdon, David Happold, Michael Hoffmann, Thomas Butynski, Meredith Happold und Jan Kalina (Hrsg.): Mammals of Africa Volume III. Rodents, Hares and Rabbits. Bloomsbury, London 2013, S. 68–69; ISBN 978-1-4081-2253-2.
2. 1 2  Richard W. Thorington Jr., John L. Koprowski, Michael A. Steele: Squirrels of the World. Johns Hopkins University Press, Baltimore MD 2012; S. 230–231. ISBN 978-1-4214-0469-1
3. 1 2 3  Heliosciurus ruwenzorii in der Roten Liste gefährdeter Arten der IUCN 2015-4. Eingestellt von: P. Grubb, J. Kerbis Peterhans, 2008. Abgerufen am 12. Dezember 2015.
4. 1 2  Heliosciurus ruwenzorii In: Don E. Wilson, DeeAnn M. Reeder (Hrsg.): Mammal Species of the World. A taxonomic and geographic Reference. 2 Bände. 3. Auflage. Johns Hopkins University Press, Baltimore MD 2005, ISBN 0-8018-8221-4.